# Línea 63 de TMB
La línea 63 es una línea regular de autobús urbano de la ciudad de Barcelona, gestionada por la empresa TMB. Hace su recorrido entre la Pl. Universidad y la calle de Torreblanca en San Juan Despí, con una frecuencia en hora punta de 7-10min.

## Otros datos
| Prestación                   | Disponibilidad en la línea |
| ---------------------------- | -------------------------- |
| Adaptada a                   | Sí                         |
| TMB iBus (tiempo de espera ) | Sí                         |
| Pantallas informativas       | Sí                         |
| Línea de tránsito rápido     | No                         |
| Circula en días festivos     | Sí                         |